# Giovanna Trillini
Giovanna Trillini (Iesi, 17 de mayo de 1970) es una deportista italiana que compitió en esgrima, especialista en la modalidad de florete.
Participó en cinco Juegos Olímpicos de Verano, obteniendo en total ocho medallas: dos oros en Barcelona 1992, en las pruebas individual y por equipos (junto con Diana Bianchedi, Francesca Bortolozzi, Dorina Vaccaroni y Margherita Zalaffi), oro y bronce en Atlanta 1996, equipos (con Francesca Bortolozzi-Borella y Valentina Vezzali) e individual, oro y bronce en Sídney 2000, equipos (con Diana Bianchedi y Valentina Vezzali) e individual, plata en Atenas 2004, individual, y bronce en Pekín 2008, equipos (Margherita Granbassi, Valentina Vezzali e Ilaria Salvatori).
Ganó 20 medallas en el Campeonato Mundial de Esgrima entre los años 1986 y 2007, y 6 medallas en el Campeonato Europeo de Esgrima entre los años 1994 y 2007.

## Palmarés internacional
| Juegos Olímpicos   | Juegos Olímpicos            | Juegos Olímpicos  | Juegos Olímpicos    |
| Año                | Lugar                       | Medalla           | Prueba              |
| ------------------ | --------------------------- | ----------------- | ------------------- |
| 1992               | Barcelona (España)          | Medalla de oro    | Florete individual  |
| 1992               | Barcelona (España)          | Medalla de oro    | Florete por equipos |
| 1996               | Atlanta (Estados Unidos)    | Medalla de oro    | Florete por equipos |
| 1996               | Atlanta (Estados Unidos)    | Medalla de bronce | Florete individual  |
| 2000               | Sídney (Australia)          | Medalla de oro    | Florete por equipos |
| 2000               | Sídney (Australia)          | Medalla de bronce | Florete individual  |
| 2004               | Atenas (Grecia)             | Medalla de plata  | Florete individual  |
| 2008               | Pekín (China)               | Medalla de bronce | Florete por equipos |
| Campeonato Mundial |                             |                   |                     |
| Año                | Lugar                       | Medalla           | Prueba              |
| 1986               | Sofía (Bulgaria)            | Medalla de plata  | Florete por equipos |
| 1987               | Lausana (Suiza)             | Medalla de bronce | Florete por equipos |
| 1989               | Denver (Estados Unidos)     | Medalla de bronce | Florete por equipos |
| 1990               | Lyon (Francia)              | Medalla de oro    | Florete por equipos |
| 1990               | Lyon (Francia)              | Medalla de plata  | Florete individual  |
| 1991               | Budapest (Hungría)          | Medalla de oro    | Florete individual  |
| 1991               | Budapest (Hungría)          | Medalla de oro    | Florete por equipos |
| 1993               | Essen (Alemania)            | Medalla de bronce | Florete por equipos |
| 1994               | Atenas (Grecia)             | Medalla de plata  | Florete por equipos |
| 1995               | La Haya (Países Bajos)      | Medalla de oro    | Florete por equipos |
| 1995               | La Haya (Países Bajos)      | Medalla de plata  | Florete individual  |
| 1997               | Ciudad del Cabo (Sudáfrica) | Medalla de oro    | Florete individual  |
| 1997               | Ciudad del Cabo (Sudáfrica) | Medalla de oro    | Florete por equipos |
| 1998               | La Chaux-de-Fonds (Suiza)   | Medalla de oro    | Florete por equipos |
| 1998               | La Chaux-de-Fonds (Suiza)   | Medalla de bronce | Florete individual  |
| 2001               | Nimes (Francia)             | Medalla de oro    | Florete por equipos |
| 2004               | Nueva York (Estados Unidos) | Medalla de oro    | Florete por equipos |
| 2006               | Turín (Italia)              | Medalla de plata  | Florete por equipos |
| 2006               | Turín (Italia)              | Medalla de bronce | Florete individual  |
| 2007               | San Petersburgo (Rusia)     | Medalla de bronce | Florete individual  |
| Campeonato Europeo |                             |                   |                     |
| Año                | Lugar                       | Medalla           | Prueba              |
| 1994               | Cracovia (Polonia)          | Medalla de bronce | Florete individual  |
| 1998               | Plovdiv (Bulgaria)          | Medalla de bronce | Florete por equipos |
| 1999               | Bolzano (Italia)            | Medalla de oro    | Florete por equipos |
| 2001               | Coblenza (Alemania)         | Medalla de oro    | Florete por equipos |
| 2001               | Coblenza (Alemania)         | Medalla de plata  | Florete individual  |
| 2007               | Gante (Bélgica)             | Medalla de bronce | Florete por equipos |